# Hedwige de Saxe
 (juillet 2013).
Si vous disposez d'ouvrages ou d'articles de référence ou si vous connaissez des sites web de qualité traitant du thème abordé ici, merci de compléter l'article en donnant les références utiles à sa vérifiabilité et en les liant à la section « Notes et références ».
Titre
Duchesse de Bourgogne
Hedwige de Saxe, appelée également Hatua ou Avoia, née entre 914 et 921 et morte en 959 ou le 10 mai 965, est princesse de la dynastie des Ottoniens, fille cadette du roi Henri Ier de Germanie et de Sainte Mathilde. Elle est la mère de Hugues Capet, l'ancêtre de la dynastie capétienne, qui accède au trône de France en 987.

## Famille
Elle est la fille de Henri l'Oiseleur († 936), duc de Saxe depuis 912, et de sa deuxième épouse Mathilde de Ringelheim († 968). La date exacte de sa naissance demeure inconnue. Elle était plus jeune que son frère Otton (912-973), futur empereur du Saint-Empire, et sa sœur Gerberge (née vers 913/914), mais plus âgée que ses frères Henri (né vers 919/922) et Brunon. 
En mai 919, son père fut désigné roi de Francie orientale (Germanie). En 928, il donna sa fille aînée Gerberge en mariage au duc Gislebert de Lotharingie pour le lier à son royaume. À la mort de Henri l'Oiseleur, le 2 juillet 936, son fils Otton lui succède.

## Mariage et descendants
Vers l'an 937, peu après l'accession au trône de son frère, Hedwige épouse Hugues le Grand, le « duc des Francs » rivalisant avec Louis IV d'Outremer († 954), roi de Francie orientale. Le mariage a sans doute eu lieu à Mayence ou à Ingelheim. L'union conjugale scelle l'alliance entre Hugues et le roi Otton, une coalition qui fait ses preuves lorsque le duc Gislebert de Lotharingie se révolta et voulut se rallier à Louis IV. En 939, Gislebert est vaincu et meurt en fuite. Sa veuve Gerberge, sœur d'Edwige, épouse le roi Louis en secondes noces, rétablissant ainsi des bases pour le rapprochement des deux dynasties.
Du mariage de Hedwige et Hugues sont issus :
- Béatrice (v.938-1003), mariée à Frédéric Ier, comte de Bar et duc de Haute-Lotharingie ;
- Hugues Capet (939/941-996), roi de France en 987 ;
- Emma (v.943-968), mariée en 960 à Richard Ier, duc de Normandie ;
- Otton (v.945-965), duc de Bourgogne et
- Eudes-Henri (v.948-1002), duc de Bourgogne.

À la mort de son mari en 956, son fils Hugues Capet est encore mineur et son frère Brunon, archevêque de Cologne et duc de Lotharingie, exerce alors la tutelle à l'égard de l'enfant. Il fut également le tuteur de Lothaire, le fils héritier de Louis IV d'Outremer et de sa sœur Gerberge ; dans une position influente en France, il avait pour préoccupation majeure de trouver un équilibre entre ses deux neveux. Hedwige a en première ligne soutenu les prétentions de son fils et la famille des Robertiens, et non les intérêts stratégiques de ses frères, bien qu'elle ait apporté son concours à Brunon pour écraser la révolte du comte Régnier III de Hainaut en Lotharingie.
Hedwige est évoquée pour la dernière fois par le chroniqueur Flodoard de Reims en 958, une autre référence pour l'an 965 par Sigebert de Gembloux est probablement le résultat d'une erreur. On ne connaît pas l'année et le lieu de son décès. Selon l'obituaire de l'abbaye de Saint-Germain-des-Prés, la date anniversaire de sa sépulture est le 9 janvier ; le 10 mai est parvenu dans la tradition saxonne.